# Serra de Montejunto
Serra de Montejunto este o arie protejată (sit de importanță comunitară — SCI) din Portugalia întinsă pe o suprafață de 3.830,49 ha, integral pe uscat.

## Localizare
Centrul sitului Serra de Montejunto este situat la coordonatele 39°11′32″N 9°02′33″W / 39.1923°N 9.0426°V.

## Înființare
Situl Serra de Montejunto a fost declarat sit de importanță comunitară în octombrie 1998 pentru a proteja 7 specii de plante și 13 specii de animale.

## Biodiversitate
Situată în ecoregiunea mediteraneană, aria protejată conține 14 habitate naturale: Matorral arborescenți cu Laurus nobilis, Tufărișuri termo-mediteraneene și de pre-deșert, Pajiști carstice calcaroase sau bazofile, de Alysso-Sedion albi, Pajiști uscate seminaturale și facies de acoperire cu tufișuri pe substraturi calcaroase (Festuco-Brometalia) (* situri importante pentru orhidee), Pseudostepă cu ierburi și specii anuale de Thero-Brachypodietea, Pajiști cu Molinia pe soluri calcaroase, turboase sau argilos-nămoloase (Molinion caeruleae), Pajiști umede mediteraneene cu ierburi înalte de Molinio-Holoschoenion, Grohotișuri termofile și vest-mediteraneene, Pante stâncoase calcaroase cu vegetație casmofită, Lespezi calcaroase, Peșteri inaccesibile publicului, Păduri iberice de Quercus faginea și Quercus canariensis, Păduri de Quercus suber, Păduri de Quercus ilex și Quercus rotundifolia.
La baza desemnării sitului se află mai multe specii protejate:
- plante (7): Arabis sadina, Iberis procumbens subsp. microcarpa, Juncus valvatus, Narcissus calcicola, Pseudarrhenatherum pallens, Rhynchosinapis erucastrum subsp. cintrana, Silene longicilia
- amfibieni (1): Discoglossus galganoi
- mamifere (10): liliac cârn (Barbastella barbastellus), vidră de râu (Lutra lutra), liliac cu aripi lungi (Miniopterus schreibersii), liliac cu urechi mari (Myotis bechsteinii), liliac cu urechi de șoarece (Myotis blythii), liliac comun (Myotis myotis), liliacul mediteranean cu potcoavă (Rhinolophus euryale), liliacul mare cu potcoavă (Rhinolophus ferrumequinum), liliacul mic cu potcoavă (Rhinolophus hipposideros), liliacul cu potcoavă a lui méhely (Rhinolophus mehelyi)
- nevertebrate (1): fluturele auriu (Euphydryas aurinia)
- reptile (1): Mauremys leprosa

Pe lângă speciile protejate, pe teritoriul sitului au mai fost identificate 37 de specii de plante, 2 specii de amfibieni, 8 specii de mamifere, 4 specii de reptile.